# Богданы (Черкасская область)
Богданы́ (укр. Богдани)  — село в Золотоношском районе Черкасской области, Украины.
Село Богданы — административный центр Богдановского сельского совета.

## География
Село расположено под горой на реке Супой за 42 км на север от районного центра — города Золотоноша и в 25 км от железнодорожной станции Гладковщина и состоит практически из одной улицы. Земли села граничат с Драбовским районом Черкасской области и Киевской областью.